# Sănătatea mintală în Coreea de Sud

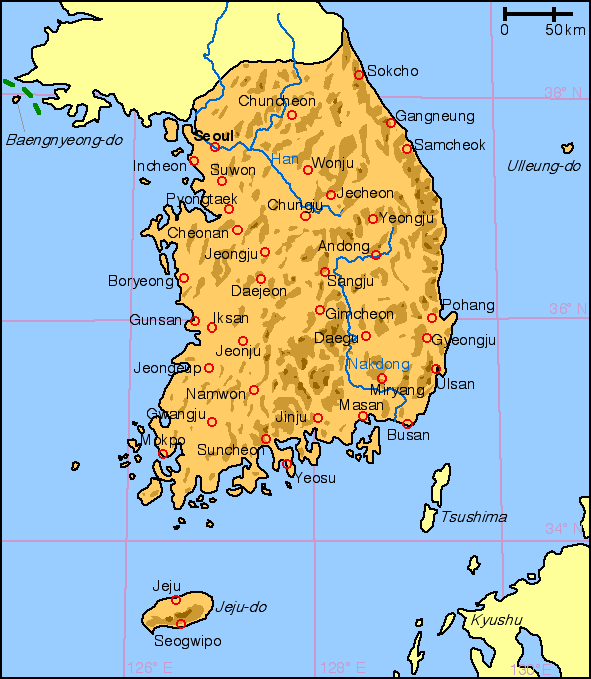
Coreea de Sud

Problemele de sănătate mintală sunt prevalente în Coreea de Sud, această țară având una dintre cele mai mari rate ale sinuciderilor din OECD  și cea mai înaltă rată a spitalizărilor pentru boli mintale dintre țările OECD (Organizația pentru Cooperare și Dezvoltare Economică). Coreea de Sud are servicii de sănătate mintală finanțate de stat, majoritatea dintre care sunt facilități pentru pacienții internați, dar sunt în mare parde subfinanațate și subutilizate. În ciuda prevalenței bolilor mintale, stigmatul social rămâne prevalent în rândul populației sud-coreene, care îi descurajează pe suferinzi să caute tratament. Bolile mintale, deși sunt prezent la toate grupurile demografice, sunt mai obișnuite în rândul vârstnicilor și a adolescenților din Coreea de Sud.